# Eberbach (powiat Rhein-Neckar)
Eberbach – miasto w Niemczech, w kraju związkowym Badenia-Wirtembergia, w rejencji Karlsruhe, w regionie Rhein-Neckar, w powiecie Rhein-Neckar-Kreis, siedziba wspólnoty administracyjnej Eberbach. Leży w Parku Krajobrazowym Dolina Neckaru-Odenwald, nad ujściem Itter do Neckar, ok. 25 km na północny wschód od Heidelbergu, przy drogach krajowych B37, B45 i linii kolejowej Heilbronn-Heidelberg.

## Osoby urodzone w Eberbach
- Rudolf Epp, malarz

## Galeria

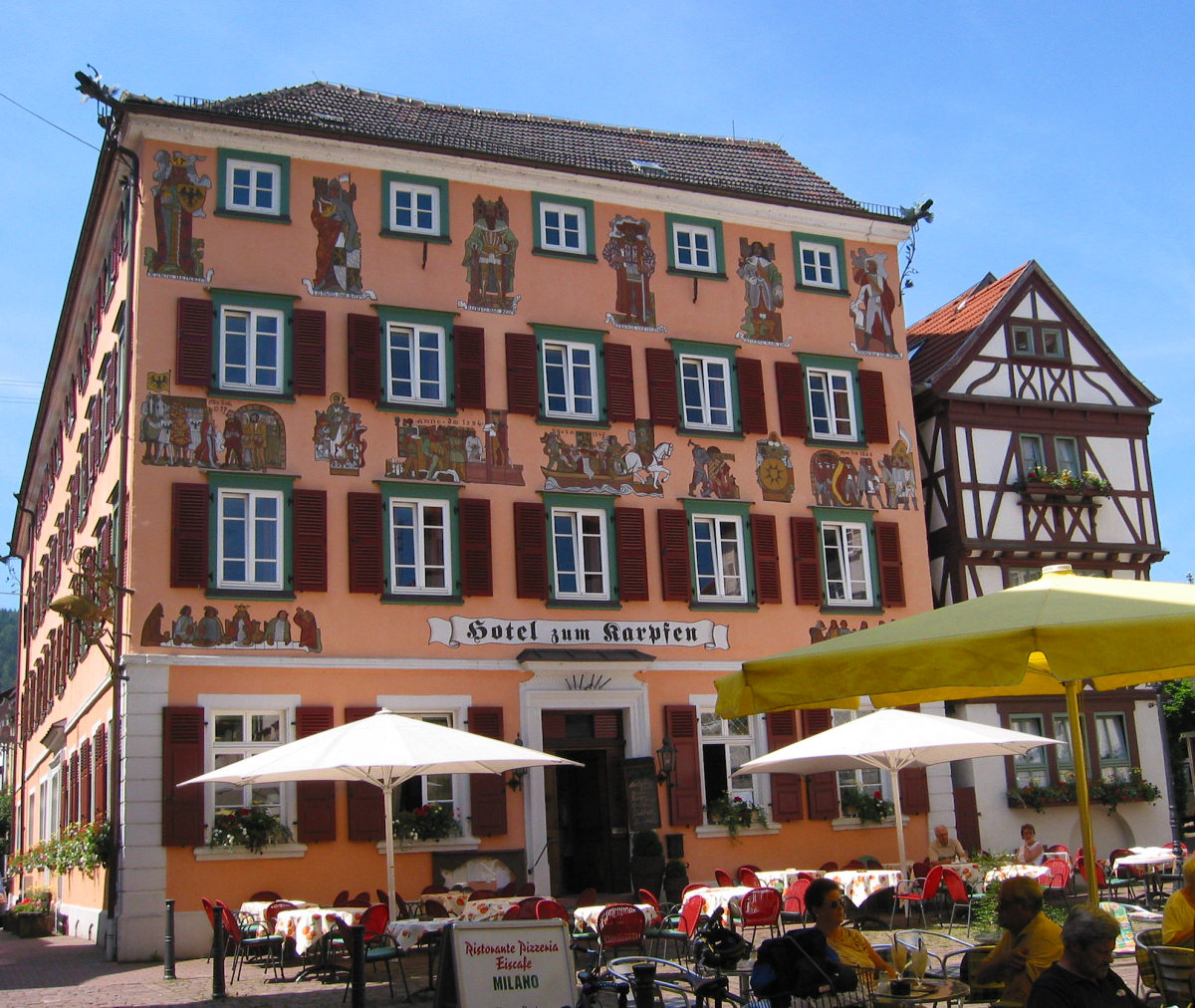
Hotel "Zum Karpfen"
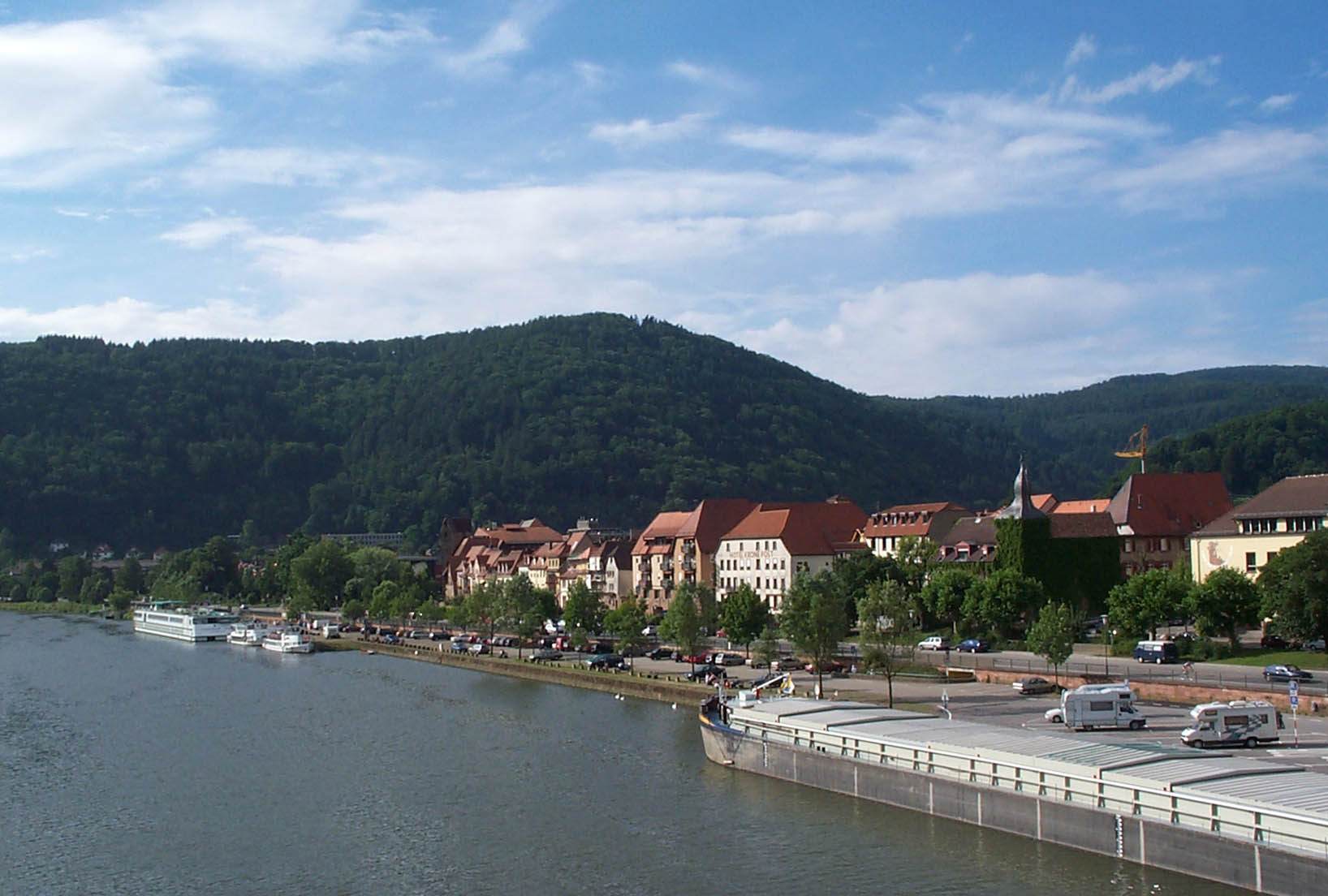
Neckar
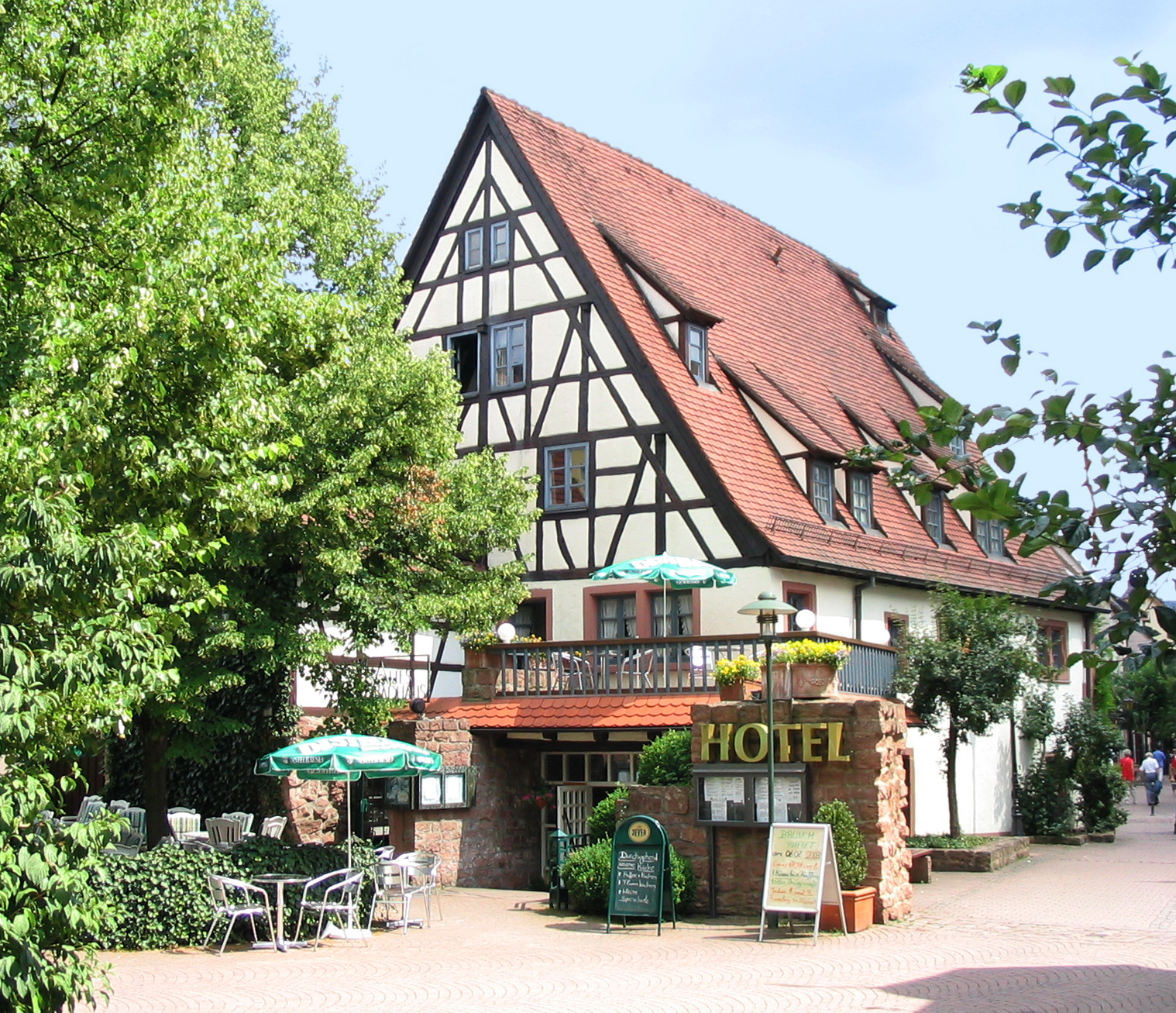
Dawna łaźnia

## Współpraca
- Thonon-les-Bains, Francja
- Ephrata, Stany Zjednoczone